# Kiiara
Kiiara, de son vrai nom Kiara Saulters, née le 24 mai 1995, est une chanteuse pop américaine.

## Biographie

### Enfance et études
Originaire de l'Illinois, elle fréquente le lycée de Wilmington où elle est membre de l'équipe de volley-ball. Elle enregistre son premier EP alors qu'elle travaille comme commis de quincaillerie, écrivant des chansons pour « oublier tout ce qui [la] parasite » (« cut out the white noise and reach oblivion »). 

### Carrière musicale
En 2013, elle sort un titre acoustique, Bring Me Back, sous son nom véritable.
Elle signe avec Atlantic Records en 2015 et sort le 12 juin un premier EP intitulé Meet Me in the Cornfield, d'où est tiré un premier single, Gold. Produit par Felix Snow, il devient la musique d'une publicité pour Apple. La chanson atteint la 13e place au Billboard Hot 100.
Le 15 septembre 2016, Kiiara fait ses débuts télévisuels lors de The Tonight Show Starring Jimmy Fallon, où elle chante Gold en direct. L'année suivante, elle chante en duo avec Chester Bennington, chanteur de Linkin Park, sur le titre Heavy, premier single du nouvel album du groupe. Elle interprète de nouveau cette même chanson en duo avec Julia Michaels lors du concert Linkin Park and Friends: Celebrate Life in Honor of Chester Bennington au Hollywood Bowl, le 27 octobre 2017.
En mars 2018, elle sort un single en duo avec Cheat Codes, Put Me Back Together.

## Discographie

### Extended Plays (EP)
- Low Kii Savage (2016)

### Singles

#### Comme chanteuse principale
- Bring Me Back (2013)
- Gold (2015)
- Feels (2016)
- Hang Up tha Phone (2016)
- Dopemang (2016) feat. Ashley All Day
- Whippin (2017) feat Felix Snow
- Wishlist (2017)
- Closer (2022)
- Miss me (2022)

#### En tant qu'artiste invitée
- Heavy de Linkin Park (2017)
- Complicated de Dimitri Vegas & Like Mike et David Guetta (2017)
- Darkside de Ty Dolla Sign et Future (2017)
- Put Me Back Together de Cheat Codes (2018)
- Be Somebody de Steve Aoki et Nicky Romero (2018)
- Lonely Baby de Hyphen Hyphen (mars 2019)
- Ain't About You de WonHo (mai 2021)